# دون فوكوا
دون فوكوا هو سياسي أمريكي، ولد في 20 أغسطس 1933 في جاكسونفيل في الولايات المتحدة. نشط حزبياً في الحزب الديمقراطي. وقد انتخب عضو مجلس نواب فلوريدا ‏ وانتخب عضو مجلس النواب الأمريكي.